# Plymophiloscia tasmaniensis
Plymophiloscia tasmaniensis är en kräftdjursart som beskrevs av Green 1961. Plymophiloscia tasmaniensis ingår i släktet Plymophiloscia och familjen Philosciidae. Inga underarter finns listade i Catalogue of Life.